# Lajedo (Lajes das Flores)
Lajedo é uma freguesia do município da Lajes das Flores, com 6,73 km² de área e 75 habitantes (censo de 2021). A sua densidade populacional é 11,1 hab./km².
Em 2001, Lajedo era a terceira freguesia com menos habitantes nos Açores e também em Portugal.

## Geografia
A freguesia situa-se na extremidade sudoeste da ilha das Flores, a cerca de 9 km da sede do concelho e a 22 km de Santa Cruz das Flores, o outro concelho da ilha. A freguesia do Lajedo é constituída pelos lugares de Lajedo (sede da freguesia), Campanário e Costa. O lugar do Campanário foi gradualmente abandonado devido à reativação de antigos deslocamentos de terras. No lugar da Costa, parece esboçar-se presentemente um regresso de antigos emigrantes, agora aposentados, e até de pessoas de outros países, franceses, alemães, que recuperam casas abandonadas para lá passarem o verão. A freguesia é atravessada pela grande ribeiras do Campanário. A paróquia católica correspondente à freguesia tem como orago Nossa Senhora dos Milagres, cuja festa se celebra a 15 de Agosto, um culto que data pelo menos dos princípios do século XVIII.

## Demografia
A população registada nos censos foi:
| Distribuição da População por Grupos Etários | Distribuição da População por Grupos Etários | Distribuição da População por Grupos Etários | Distribuição da População por Grupos Etários | Distribuição da População por Grupos Etários |
| -------------------------------------------- | -------------------------------------------- | -------------------------------------------- | -------------------------------------------- | -------------------------------------------- |
| Ano                                          | 0-14 Anos                                    | 15-24 Anos                                   | 25-64 Anos                                   | > 65 Anos                                    |
| 2001                                         | 15                                           | 13                                           | 52                                           | 27                                           |
| 2011                                         | 13                                           | 7                                            | 50                                           | 23                                           |
| 2021                                         | 5                                            | 11                                           | 39                                           | 20                                           |

## A freguesia
Inicialmente o lugar era conhecido por Lagedos, tendo com o tempo o topónimo evoluído para Lajedo, palavra que significa pavimento coberto de lajes, lajeado; lugar em que há muitas lajes; laje grande e lisa. O nome é adequado à geologia do lugar, já que são comuns as grandes extensões de rocha lisa exposta pela erosão ao longo do litoral e nas zonas mais altas das escarpas que rodeiam a freguesia.
O lugares do Lajedo e do Campanário ocupam a encosta do Pico Faxial e o apertado vale por onde corre a ribeira do campanário, respetivamente. Têm alguns solos férteis embora pedregosos. São frequentes os afloramentos rochosos, muitos deles formando grandes estruturas colunares de rijo basalto. O lugar da Costa, separado dos outros dois por extensa e alta lomba, ocupa um amplo e fértil vale.
Frente ao litoral da freguesia existem dois ilhéus, o maior dos quais é denominado ilhéu Cartário. Estes ilhéus, e grandes pináculos rochosos existentes na zona, no contexto da tradição celta do ascetismo marítimo, estão na origem do topónimo de Mosteiro dado à freguesia vizinha.
A economia do Lajedo tem por base a pecuária e a agricultura, com o cultivo de milho, batata e produtos hortícolas, mas num regime de subsistência, uma vez que apenas alguns agricultores apostam na aquisição de máquinas agrícolas e num aumento significativo da produção leiteira. Para complementar o rendimento familiar, alguns trabalhadores dedicam-se, para além destas atividades, a ofícios da construção civil. A pesca, o pequeno comércio e o artesanato empregam uma pequena parcela da população ativa de Lajedo.
O fabrico artesanal de manteiga, setor em que a freguesia foi pioneira no tempo dos sindicatos agrícolas florentinos, então exportada em latas seladas, teve em tempos grande peso na economia local, mas a Cooperativa Agrícola Ilha das Flores viu-se forçada, na década de 1970, a fechar as portas por falta de competitividade.
A freguesia apresenta alguns aspetos notáveis no seu património histórico, cultural e natural, destacando-se:
- Igreja Paroquial, construída em 1771, graças a José Francisco Mendonça, e totalmente restaurada em 1868;
- Casa do Espírito Santo, datada de 1885;
- Poceirão da Água Quente, com fumarolas, no lugar de Costa. Esta é a única nascente de água quente conhecida na ilha das Flores, é uma manifestação de água termal situada na zona intertidal. A visita obriga a um percurso de extraordinária beleza que passa frente ao ilhéu de Barro, pela rocha do Barreiro, onde se extraía muita da argila usada nos telhais da ilha, pelo ilhéu da Greta e pelo grande rochedo do Forcado. Nos Anais dos Municípios das Lajes, de 1970, afirma-se que as águas termais do Poceirão são adequadas para o tratamento do reumatismo e de algumas doenças cutâneas. A sua temperatura é tão elevada que permite cozer peixe ou lapas, que adquirem um sabor único;
- Rocha dos Bordões, um monumento geológico de singular beleza e um dos ex-libris dos Açores. A rocha dos Bordões é formada por uma espessa camada de basalto que ao arrefecer rapidamente sofreu disjunção prismática, ficando com o aspeto de um gigantesco feixe de bordões petrificados. A Rocha, embora com a mesma origem, é maior que a famosa Calçada dos Gigantes (Giant's Causeway) de Antrim, na Irlanda do Norte, hoje classificada como Património da Humanidade pela UNESCO;
- Pináculo do Campanário, uma enorme formação rochosa que se eleva isolada na paisagem, qual gigantesco mosteiro;
- Ponta dos Ilhéus;
- O lugar das Pontas Negras.

## História da freguesia
A costa ocidental das Flores terá começado a ser desbravada em meados do século XVI, com os primeiros núcleos populacionais estáveis a surgirem nas primeiras décadas do século seguinte. Os primeiros povoadores eram capitaneados por João Soares, oriundo do lugar dos Mosteiros da ilha de São Miguel, que se terá fixado no Lajedo. Esta localidade será assim o povoado mais antigo da costa ocidental florentina e foi a partir dele que o povoamento irradiou para norte, levando ao aparecimento das povoações que hoje constituem as freguesias do Mosteiro, Fajãzinha e Fajã Grande.
Gaspar Frutuoso informa que este João Soares "Por suas mãos fez, calafetou e breou um batel, sem nada saber destes ofícios, em que ia com sua mulher e filhos ouvir missa à vila das Lajes. Diziam dele que, quando tornava a sua casa, dizia à filha mais velha que pusesse o batel em cima, e ela o tomava à cabeça e o punha onde queria, por ser muito pequeno e mal feito, mas servia-lhe, pelo caminho ser trabalhoso, e muitas vezes este João Soares, ia se às Lajes no barquinho e, às vezes, pescar nele".
É ainda Gaspar Frutuoso quem ao descrever a localidade regista a existência de "dois ilhéus no mar, afastados de terra um tiro de besta, que têm pouco mato em cima, onde criam diversas aves, e entre eles e a terra há ancoradouros de navio, e ao nível com o mar, corre uma ribeira, onde abicam as barcas dos navios e dentro enchem as pipas de água, sem as tirar fora. Chama-se a esta parte os Lajedos. É terra lançante e a rocha pouco alta, que dá pão e pastel".
Por sua vez, o florentino José António Camões, num escrito de 1815, informa que a "uma fajã chamada a Costa, que tem muitas vinhas, mas infrutíferas, assim como são todas as da ilha". Depois, explica que "por dentro do tal ilheo Cartário, ha outro ilheo pequeno e, por dentro deste, uma enseada chamada o Portinho do Lajedo, onde podem varar barcos pequenos, mas só com muita bonança". Refere ainda a Ermida de Nossa Senhora dos Milagres, "a que concorrem muitos devotos, mas he provavel, que a sua devoção consiste exceptis exceptuandis em levarem os seos violinos, e tocarem e dançarem com as moças, etc.".
Apesar de existir no lugar do Campanário, desde antes de 1757, uma ermida da invocação de Nossa Senhora dos Milagres, a qual dispunha de confraria própria e era lugar de romaria, o Lajedo manteve-se integrado na paróquia de Nossa Senhora do Rosário da vila das Lajes durante vários séculos.
A paróquia de Lajedo foi criada, por alvará régio de D. João VI de Portugal, datado de 19 de Dezembro de 1823, em resposta a uma petição feita por Manuel Luís de Freitas e outros moradores do Lajedo, que alegavam o maior incómodo e desgosto por não puderam cumprir com os Preceitos Divinos, tanto no estado de saúde como no de doença dado o Lajedo ficar distante da paroquial umas quatro léguas, tendo de passar ribeiras havendo no lugar uma ermida da invocação de Nossa Senhora dos Milagres, com todas as proporções para poder servir de Paróquia. Na altura residiam no Lajedo 200 pessoas, afora as crianças em muito maior número.
Na nova paróquia, delimitada pela Ribeira da Lapa, pelo Rebentão e pela Rocha Alta, foi colocado um reitor como a côngrua de quatro moios e cincoenta e hum alqueires de trigo e oito mil reis em dinheiro e um tesoureiro com a ordinária de um moio de trigo e trez mil reis para hóstias e vinho, a pagar pela Junta da Fazenda da ilha.
Embora se desconheça a data de construção da primitiva ermida do Lajedo, sabe-se que a 6 de Novembro de 1757 foi passado um mandato para nela se realizar um casamento, o que prova ser a mesma anterior àquele ano.
O atual templo foi iniciado em 1868, pelo então pároco, padre Francisco Luís de Freitas Henriques. As obras apenas foram concluídas depois de 1876, pois naquele ano, durante a vista pastoral do bispo de Angra, D. João Maria Pereira de Amaral e Pimentel, foi ordenada a vende de adereços de ouro pertencentes à Senhora dos Milagres para financiar o acabamento do reboco e a construção do retábulo.
O Lajedo dependeu sempre administrativamente do concelho das Lajes da Flores, sendo, até à sua elevação a freguesia autónoma, um lugar da vila sede do concelho. Exceptua-se o período de 1895 a 1898 durante o qual integrou, como as todas as restantes freguesias da ilha, o concelho de Santa Cruz das Flores, por se encontrar suprimido o das Lajes das Flores.
O cruzeiro do Lajedo, construído dentro do espírito triunfalista do Estado Novo, foi inaugurado a 4 de janeiro de 1952.
A eletricidade chegou tardiamente à freguesia, pois apenas a 4 de fevereiro de 1978 foi inaugurada a rede elétrica local, deixando então de se utilizar a iluminação com as características lâmpadas a óleo de baleia que durante mais de um século e meio foram ali utilizadas. Apesar disso, desde muito cedo, ainda nos anos de 1940, o empresário José de Freitas Escobar Júnior, dirigente da Cooperativa Agrícola Ilha das Flores, que teve sede no Lajedo, tinha instalado um pequeno dínamo numa ribeira abaixo da freguesia, dispondo de eletricidade no seu escritório.
A freguesia do Lajedo orgulha-se justamente de ter entre os seus naturais algumas personalidades de relevo, entre as quais é de destacar:
- José de Freitas Escobar Júnior, um empresário e dirigente cooperativo, pioneiro no setor dos laticínios, que se destacou como dirigente da Cooperativa Agrícola Ilha das Flores, que administrou durante cerca de quarenta anos. Natural do Lajedo, emigrou jovem para os Estados Unidos da América e, mais tarde, para o Brasil. Regressou anos depois, não porque realizasse fortuna, mas para assistir um irmão acometido por doença grave. Acabou por se fixar na freguesia, onde pôs em prática o seu empreendedorismo. Foi Presidente da Câmara Municipal das Lajes Flores entre 1944 e 1946 e, de novo, em 1948. Faleceu em 1986, aos 84 anos de idade, na vizinha freguesia do Mosteiro.
- Francisco Caetano Tomás, natural de Lajedo, licenciou-se em Filosofia e, mais tarde, ordenado sacerdote, em Roma. Cónego da Sé de Angra, foi professor do Seminário Episcopal daquela cidade, professor liceal e afamado orador sacro. É autor de diversas obras publicadas no campo da Psicologia e da Sociologia.

## O lugar da Costa do Lajedo
A Costa do Lajedo é um pequeno povoado rodeado de férteis terrenos num extenso vale de terras de lavradio, agrupando presentemente apenas umas quantas moradias habitadas. Localizado entre o verde das florestas e pastagens do sudoeste da ilha das Flores, é um lugar pertencente à freguesia do Lajedo, um dos poucos lugares habitados da ilha que não foi curato. No século XIX, o vale da Costa do Lajedo, era, em grande parte, propriedade de Manuel Pedro Furtado de Almeida, o 1.º barão da Costa, depois 1.º visconde de Vale da Costa, um rico terratenente que casara com Jessie Mackay, filha do Dr. James Mackay, um escocês que foi o primeiro médico das Flores. Este médico fez escala nas Flores, ficando tão encantado com a ilha que, anos depois, veio com sua mulher, Ann Heart Mackay, fixar-se ali, onde foi médico e vice-cônsul britânico. Ali faleceu, deixou filhos e prédios, e está sepultado com a mulher no cemitério de Santa Cruz, em cuja campa consta uma lápide que sintetiza a sua história e a história de sua mulher. A filha Jessie casou com o Visconde da Costa, enquanto o filho, James Mackey, se tornou num dos maiores empresários em Santa Cruz, onde foi agente de diversas empresas portuguesas e inglesas e também vice-cônsul de Sua Majestade Britânica e delegado do consulado-geral norte-americano nos Açores e importante benemérito.
A Costa é um lugar rico em terrenos aráveis e chegou a notabilizar-se pela sua excelente produção cerealífera. Entre as suas interessantes construções, todas elas casas de habitação e palheiros, destaca-se a Casa do Espírito Santo em forma de ermida, construída em 1893. Na Costa, como aliás em muitos outos lugares das Flores, parece esboçar-se atualmente um regresso de antigos emigrantes, agora aposentados, e até de pessoas de outros países, franceses, alemães, que recuperam casas abandonadas ou constroem novas para lá passarem o verão. Para além de se notabilizar pela excentricidade da sua beleza, pela frescura dos seus recantos e pelo enigmático silêncio que a envolve, a Costa do Lajedo tornou-se conhecida por dois outros motivos. Por ter sido nas suas costas que naufragou, quando navegava de Nova Iorque com destino a Trieste, numa quinta-feira, 3 de junho de 1909, o RMS Slavonia, num dos maiores naufrágios acontecidos nas Flores e por nos seus rochedos, sobranceiros ao mar que a rodeia, existir uma nascente de água quente, a única nascente de água termal conhecida da ilha das Flores. A sua localização, por terra, antigamente, era de difícil acesso e, por mar, obrigava a ter que percorrer grandes distâncias de barco e a subir uma escalada muito íngreme e perigosa. É verdade que a vereda de acesso por terra, apesar de pouco transitável implicava uma admirável vista percorrendo-se um percurso de extraordinária beleza que passa frente ao ilhéu de Barro, pela rocha do Barreiro, onde durante anos se extraíu argila usada nos telhais da ilha, pelo ilhéu da Greta e pelo grande rochedo do Forcado. Na Fajã Grande, na década de 1950, considerava-se esta água milagrosa na cura do reumatismo e de algumas doenças cutâneas. A sua temperatura é tão elevada que permite cozer peixe ou lapas, que adquirem um sabor único, devido ao facto de a água estar numa nascente que o mar cobre, por vezes, em ocasiões de maré-cheia,
O historiador florentino padre José António Camões, na sua obra, Memória da ilha das Flores: Coisas notáveis que há na ilha, refere ele que junto ao mar [no lugar da Costa}, e ao pé de uma rocha que terá de 20 a 25 braças de altura, há uma fonte de água muito quente que tem uma virtude eficacíssima para todas as moléstias cutâneas. A água é quente em tal grau que, lançando-se-lhe um pequeno peixe, coze-o em poucos minutos; deitando-se-lhe lapas, ou qualquer outro marisco de concha, descasca-os imediatamente. Nota-se-lhe uma particularidade, que tomada em bochechas, só nos beiços se lhe percebe a quentura; no mesmo modo ninguém permanece com as mãos dentro dela. Só com muita bonança se pode ir junto dela de barco, e por terra é muito difícil a descida da rocha; pelo menos homens calçados não descem lá, só se temerários.